# Maniquí encaputxat
El maniquí encaputxat (Lonchura spectabilis) és un ocell de la família dels estríldids (Estrildidae).

## Hàbitat i distribució
habita praderies de les terres baixes del nord de Nova Guinea, i est d'Arxipèlag Bismarck, a Nova Bretanya.